# Кошелев, Владимир Сергеевич
Влади́мир Серге́евич Ко́шелев (бел. Уладзімір Сяргеевіч Кошалеў; род. 1 июня 1947, Сосновка, Брестская область) — советский и белорусский историк-востоковед. Доктор исторических наук, профессор Белорусского государственного университета (БГУ).
Автор более 200 научных и научно-методических работ, в том числе пяти монографий, посвящённых преимущественно новейшей политической истории Египта, а также учебников, учебных программ и пособий.

## Биография
Родился 1 июня 1947 года в деревне Сосновка Пружанского района Брестской области. В 1963—1967 годах учился на историческом факультете БГУ. В 1967 году окончил БГУ, где и работает до сих пор. Прошёл востоковедческую подготовку в Институте восточных языков при Московском государственном университете имени М. В. Ломоносова в 1968—1970 годах и в Каирском университете в Египте в 1971—1972 годах. В 1970 году стал преподавателем. В 1986 году проходил стажировку в Центре по правам человека ООН в Женеве. В 1989 году возглавил кафедру истории нового и новейшего времени Белорусского государственного университета. В 1995 году проходил стажировку в Джорджтаунском университете.
Действительный член Международной академии наук высшей школы (1993). Член Белорусской академии образования (1994). Член Международной Кирилло-Мефодиевской академии славянского просвещения (2007). Был одним из руководителей Государственной программы прикладных научных исследований «История и культура». Один из создателей ВАК Республики Беларусь. Председатель Совета по защите докторских диссертаций при Белорусском государственном университете в 1995—1997 годах. Был членом редколлегии 6-томной «Энциклопедии истории Беларуси» и 18-томной «Белорусской энциклопедии». Член редколлегии и редакционных советов нескольких исторических журналов («Беларускі гістарычны часопіс», «Гісторыя: праблемы выкладання», «Вышэйшая школа»).

## Научная деятельность
В 1974 году защитил кандидатскую диссертацию «Внутриполитическая борьба в Египте в первые годы Второй мировой войны (1939—1942)» (научный руководитель — доктор исторических наук Р. Г. Ланда). В 1977 году вышла монография В. С. Кошелева «Египет до Эль-Аламейна: из истории внутриполитической борьбы (1939—1942)», в которой впервые в советской историографии был проведён анализ политики египетских властей в условиях Второй мировой войны, процесса развития антибританского движения в стране, а также деятельности Вафд. В 1979 году в журнале «Народы Азии и Африки» была опубликована рецензия Б. Г. Сейраняна на эту монографию. В рецензии были отмечены фундаментальность, серьёзный подход к изучению темы, а также широкое использование не только египетских и советских, но и других иностранных источников.
В 1984 году вышла новая монография, которая подробно рассматривала новейшую политическую историю Египта. Фактически это было первое в советской историографии комплексное исследование программных, стратегических, тактических целей руководителей Египта, разных политических партий и организаций, связанных с национально-освободительным движением египетского народа на протяжении 100 лет истории. В 1988 году в Институте стран Азии и Африки Кошелев защитил докторскую диссертацию «Социально-политическая борьба и антиколониальное движение в Египте (1879—1924)». Оппонентами Кошелева были Л. И. Медведко, Г. И. Мирский и Л. А. Фридман. С 1990 года — профессор по специальности «История».
В 1992 году в Москве вышла очередная монография Кошелева, посвящённая истории Египта конца XIX—XX веков. В 1996 году под научным редактированием учёного вышла в переводе с французского языка популярная «История Европы». Участвовал в издании международным коллективом авторов четвёртого тома «Истории Востока» в 2 книгах.
Исследует историю стран Ближнего Востока, проблемы политизации ислама, в частности, в Европе. Цикл работ, включая кандидатскую и докторскую диссертации, был посвящён социально-политической истории Египта нового и новейшего времени. Впервые в белорусской историографии использовал источники на арабском языке.
Сфера научных интересов:
- история нового и новейшего времени,
- история арабских стран и стран Запада,
- современный ислам,
- исламская проблематика,
- методологические проблемы всемирной истории.

Подготовил 8 докторов и 35 кандидатов наук.
Автор более 200 научных и научно-методических работ, в том числе 5 монографий, более 30 учебников, учебных программ и пособий по истории для базовой и средней школы.

## Награды
- Лауреат премии имени В. И. Пичеты в области гуманитарных наук (1993)[15].
- нагрудный знак «Отличник образования» Республики Беларусь (2006).
- медаль Франциска Скорины (2014).

Также награждён Почётной грамотой Совета Министров Республики Беларусь в 2010 году и Почётной грамотой Администрации Президента Республики Беларусь в 2011 году. В 2012 году получил звание «Заслуженный работник БГУ».

## Семья
Женат. У Владимира Кошелева две дочери — Владлена 1967 г. р. и Наталья 1978 г. р. Владлена окончила биологический факультет БГУ. По состоянию на 2017 год живёт в Минске и работает воспитателем в детском саду. Наталья после защиты кандидатской диссертации по истории работает доцентом кафедры истории древнего мира и средних веков исторического факультета БГУ. У Владимира Кошелева есть внук Владислав.

## Основные работы
Некоторые работы В. С. Кошелева:
- Кошелев В. С. Египет до Эль-Аламейна: из истории внутриполитической борьбы (1939—1942) / В. С. Кошелев. — Минск: Изд-во БГУ, 1977. — 175 c.
- Кошелев В. С. Из истории тайных антибританских организаций в Египте (1870—1924 гг.) // Народы Азии и Африки. — 1980. — № 1. — С. 111—119.
- Кошелев В. С. Египет: уроки истории. Борьба против колониального господства и контрреволюции (1879—1981). — Минск: Изд-во «Университетское», 1984. — 204 c.
- Кошелев В. С. Египет: от Ораби-паши до Саада Заглула, 1879—1924 / В. С. Кошелев. — М.: Наука, 1992. — 287 c. — ISBN 5-02-017543-9.
- Кошелев В. С. Многообразие политического ислама / редкол.: В. Н. Сидорцов (отв. ред.) и др. — Минск: БГУ, 2004. — С. 292—294.
- Кошелев В. С. Феномен ислама в Европе / под общей редакцией В. В. Старостина. — Могилёв: МГУ имени А. А. Кулешова, 2006. — С. 59—60.
- Кошелев В. С. Кафедра нового и новейшего времени БГУ: 75 лет в строю (1937—2012) / редкол.: В. С. Кошелев (пред.) [и др.]. — Минск: Изд. центр БГУ, 2012. — С. 6—9.
- Кошелев В. С. Радикальный исламизм в Европе / редкол.: В. С. Кошелев (пред.) [и др.]. — Минск: Изд. центр БГУ, 2012. — С. 107—110.
- Кошелев В. С. Первая мировая война: истоки, причины, последствия / редкол.: В. А. Богуш (пред.) [и др.]. — Минск: Изд. центр БГУ, 2014. — С. 10—24.
- Кошелев В. С. Феномен исламизма в современном мире / под научной редакцией В. С. Кошелева. — Минск: РИВШ, 2014. — С. 14—23.
- Хрестоматия по истории стран Западной Европы и Северной Америки (вторая половина ХХ — начало ХХI в.): пособие для студентов исторического факультета / авторы-составители: В. С. Кошелев, Г. А. Космач, М. А. Краснова; под научной редакцией В. С. Кошелева. — Минск: БГУ, 2011. — 455 с. — ISBN 978-985-518-537-7.
- Хрестоматия по новейшей истории стран Азии, Африки и Латинской Америки (1945—2010 гг.): пособие / составители: В. С. Кошелев, Г. А. Космач, М. А. Краснова, Д. Г. Ларионов; под научной редакцией В. С. Кошелева. — Минск: БГУ, 2012. — 336 с. — ISBN 978-985-518-734-0.

### На русском языке
- Корзенко Г. В. Историки Беларуси в начале ХХI столетия: биобиблиографический справочник / Г. В. Корзенко. — Минск: Белорусская наука, 2007. — С. 192—193. — 470 с. — 600 экз. — ISBN 978-985-08-0855-4.
- Профессор В. С. Кошелев. Во славу просвещения и науки / составители: В. А. Острога, Д. Г. Ларионов. — Минск: РИВШ, 2017. — 178 с.: ил. — ISBN 978-985-586-034-2.
- Республика Беларусь: энциклопедия в 6 т. / Редкол.: Г. П. Пашков (гл. ред.) и др. — Минск: БелЭн, 2007. — Т. 4: Картография — Миноговые. — С. 258. — 768 с. — ISBN 978-985-11-0385-6.

### На белорусском языке
- Ко́шалеў Уладзімір Сяргеевіч // Беларуская энцыклапедыя: У 18 т. Т. 8: Канто — Кулі (бел.) / Рэдкал.: Г. П. Пашкоў і інш. — Мінск: БелЭн, 1999. — С. 440. — 10 000 экз. — ISBN 985-11-0144-3.
- Прафесары і дактары навук Беларускага дзяржаўнага ўніверсітэта, 1921—2001: 80 год / склад. А. А. Яноўскі; рэдкал.: А. У. Казулін (старш.) і інш. — Мінск: БДУ, 2001. — С. 142—143. — 339 с.
- Кошалеў Уладзімір Сяргеевіч // Энцыклапедыя гісторыі Беларусі / Рэдкал.: Г. П. Пашкоў (галоўны рэд.) i інш.; Маст. Э. Э. Жакевіч. — Мінск: БелЭн, 1997. — Т. 4: Кадэты—Ляшчэня. — С. 245. — 432 с. — 10 000 экз. — ISBN 985-11-0041-2. (бел.)